# United Artists
United Artists Corporation (anteriormente Sunset Productions, entre 1930 y 1943, y luego Associated Artists Productions, entre 1943-1963; abreviado como UA) es una compañía cinematográfica estadounidense fundada el 5 de febrero de 1919 por cuatro grandes de Hollywood: Charles Chaplin, Douglas Fairbanks, Mary Pickford y David Wark Griffith con la intención de controlar sus propios intereses en lugar de depender de estudios comerciales.  El estudio fue repetidamente comprado, vendido y reestructurado durante el siglo siguiente.
En septiembre de 2014, MGM adquirió el control de Mark Burnett y Roma Downay de las compañías de entretenimiento One To Media y Lightworkers Media, y luego las fusionó para revivir la unidad de producción de televisión de United Artists como United Artists Media Group (UAMG). El 14 de diciembre del año siguiente, MGM adquirió la participación del 48% de UAMG que no poseía y la convirtió en MGM Television.

## Historia

### Inicios

Primer logo de United Artists Corporation, en 1919.

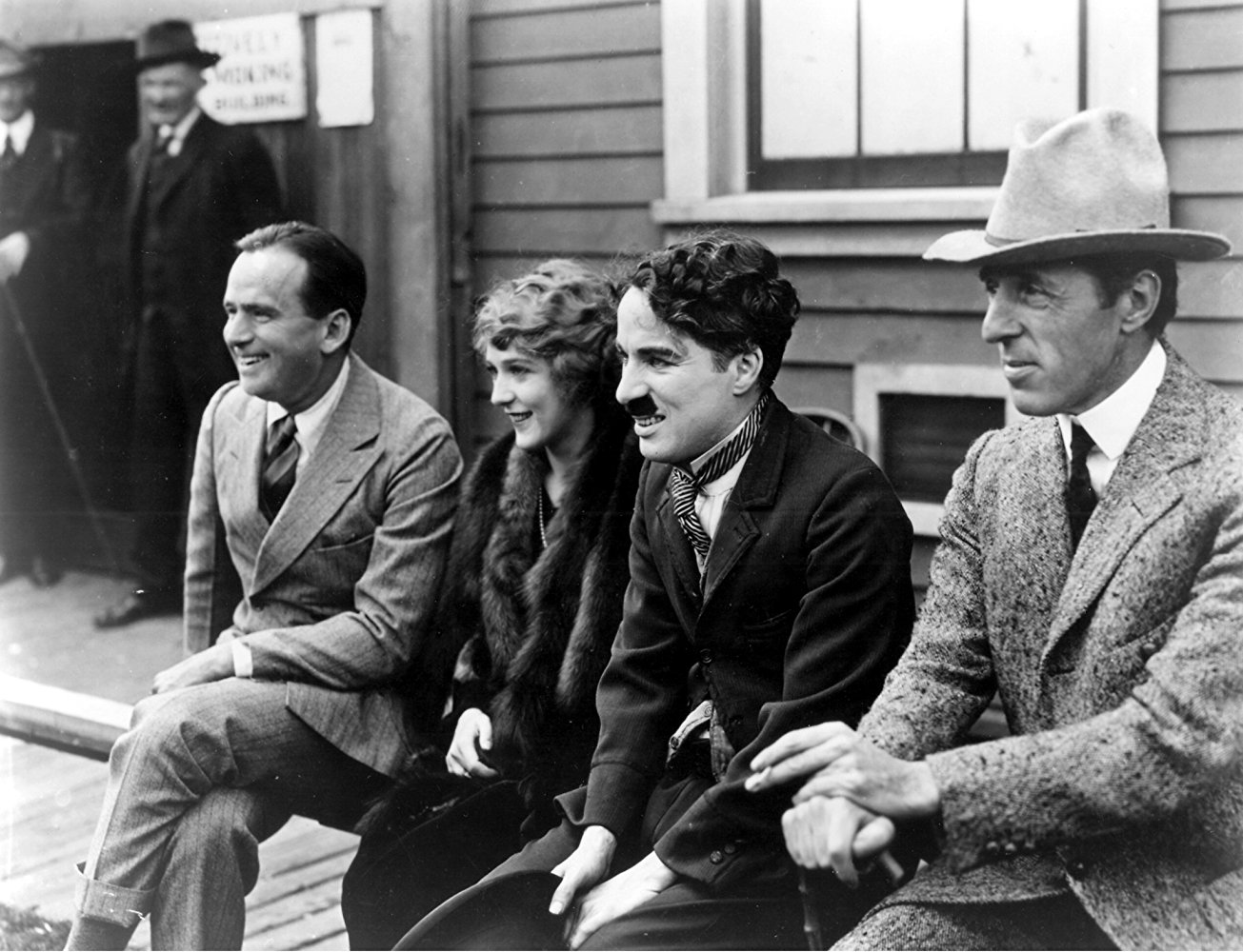
Douglas Fairbanks, Mary Pickford, Charlie Chaplin y D. W. Griffith, en 1919.

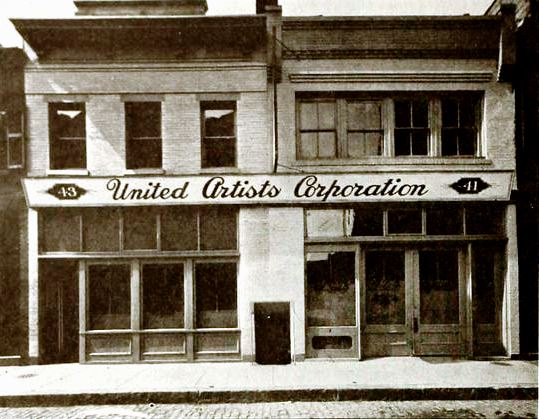
Oficinas de United Artists en Winchester Street, Boston en 1919.

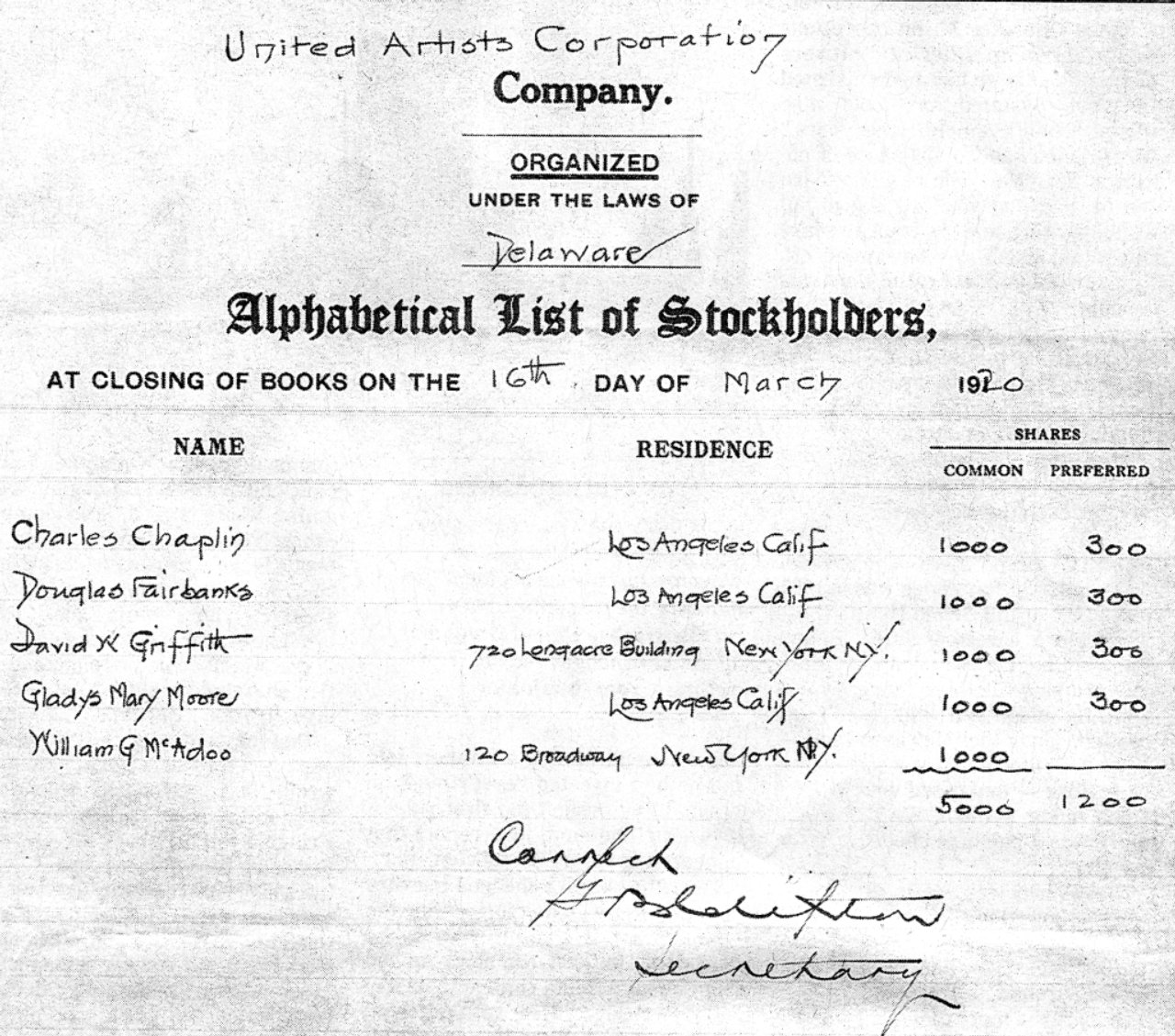
Los accionistas de United Artists Corporation el 16 de marzo de 1920. Debe tenerse en cuenta que Gladys Mary Moore es conocida artísticamente como Mary Pickford.

UA fue fundada el 5 de febrero de 1919 por Pickford, Chaplin, Fairbanks y Griffith. Cada uno de ellos tenía una participación del 20%, y el 20% restante lo tenía el abogado William Gibbs McAdoo. La idea de la empresa se originó con Fairbanks, Chaplin, Pickford y la estrella de cowboy, William S. Hart, un año antes. Ya veteranos de Hollywood, las cuatro estrellas hablaron de formar su propia empresa para controlar mejor su propio trabajo. 
Ellos fueron estimulados por productores y distribuidores de Hollywood establecidos que estaban estrechando su control sobre los salarios de los actores y las decisiones creativas, un proceso que evolucionó hacia el sistema de estudio. Con la adición de Griffith, la planificación comenzó, pero Hart se retiró antes de que cualquier cosa fuera formalizada. Cuando se enteró de su plan, se dice que Richard A. Rowland, director de Metro Pictures, observó: "Los internos están asumiendo el asilo". Los cuatro socios, con el asesoramiento de McAdoo (yerno y exsecretario del Tesoro del entonces presidente Woodrow Wilson), formaron su compañía de distribución, con Hiram Abrams como su primer director administrativo. Su sede se estableció en 729 Seventh Avenue en la ciudad de Nueva York.
Los socios contribuyeron a la creación con $100.000 cada uno a modo de capital para establecer una organización de distribución. También acordaron un porcentaje de distribución del 20% para EE UU. y del 30% para el extranjero. Los términos originales requerían que cada una de las estrellas produjera cinco proyectos cada año. Cuando la compañía entró en funcionamiento en 1920-1921, los largometrajes eran cada vez más caros y pulidos, y los tiempos de funcionamiento se habían establecido en torno a los noventa minutos (ocho carretes) y el objetivo original fue abandonado. 
La primera película de la UA (His Majesty, the American) fue un éxito. El financiamiento para películas fue limitado. Sin vender acciones al público, siguiendo a los otros estudios, todo lo que United tenía para financiar era cuotas semanales de prepago de los dueños de los cines para las próximas películas. Como resultado, la producción fue lenta y la compañía distribuyó un promedio anual de cinco películas durante sus primeros cinco años.
En 1924 Griffith había abandonado la empresa y ésta se enfrentaba a una crisis: o traer a otros para ayudar a apoyar un costoso sistema de distribución o conceder la derrota. Además, casi desde el principio, todas las miradas estaban puestas en Chaplin. Aunque logró estrenar en 1923 Una mujer de París, que resultó ser uno de los grandes fracasos de su filmografía, Chaplin quería reducir el número de películas que se le exigía, mayor libertad en el márqueting internacional y subir el porcentaje en la distribución de hasta el 25%. Consiguió la victoria en todas ellas (hizo solo tres películas en los diez años siguientes) pero no consiguió convencer a sus socios sobre el hecho de no depender de terceros para la financiación de las películas de la productora.
El veterano productor Joseph Schenck fue contratado como presidente. Él había estado produciendo cuadros durante una década, y trajo para las películas a su esposa, Norma Talmadge, su cuñada, Constance Talmadge, y su cuñado, Buster Keaton. Se firmaron contratos con productores independientes, especialmente Samuel Goldwyn y Howard Hughes. En 1933, Schenck organizó una nueva empresa con Darryl F. Zanuck, llamada Twentieth Century Pictures, que pronto proporcionó cuatro películas al año, formando la mitad del calendario de UA. Schenck formó una sociedad separada con Pickford y Chaplin para comprar y construir cines bajo el nombre de United Artists. Comenzaron sus operaciones internacionales, primero en Canadá y luego en México. A finales de la década de 1930, United Artists estaba representada en más de 40 países.
Cuando le denegaron una parte de la propiedad en 1935, Schenck dimitió. Creó la fusión de Twentieth Century Pictures con Fox Film Corporation para formar 20th Century Fox. Al Lichtman sucedió a Schenck como presidente de la compañía. Otros productores independientes distribuidos a través de United Artists en la década de 1930, incluyendo: Walt Disney Productions, Alexander Korda, Hal Roach, David O. Selznick y Walter Wanger. A medida que pasaron los años, y la dinámica del negocio cambió, estos "socios productores" se alejaron. Samuel Goldwyn Productions y Disney fueron a RKO Pictures, y Wanger a Universal Pictures.
A finales de la década de 1930, UA generó beneficios. Goldwyn proporcionaba la mayor parte de la producción para su distribución. Goldwyn demandó a United varias veces por una compensación disputada que llevó a Goldwyn a marcharse. El éxito de 1939 de Gone with the Wind de MGM se suponía que iba a ser una versión de UA, excepto que Selznick quería a Clark Gable, que estaba bajo contrato con MGM, para interpretar a Rhett Butler. También ese año Fairbanks murió.
UA se vio envuelta en juicios con Selznick sobre su distribución de algunas películas a través de RKO. Selznick consideró la operación de UA desleal y la dejó para iniciar su propio brazo de distribución.
En la década de 1940, UA estaba perdiendo dinero debido a películas de poco éxito, con la asistencia cayendo a medida que la televisión se hizo más popular. Vendió su división mexicana a Crédito Cinematográfico Mexicano, una compañía local.

### Society of Independent Motion Picture Producers
La Society of Independent Motion Picture Producers (Sociedad de Productores Independientes de Películas o SIMPP) fue fundada en 1941 por Pickford, Chaplin, Disney, Orson Welles, Goldwyn, Selznick, Alexander Korda y Wanger, muchos de los cuales eran miembros de UA. Los miembros de mayor tiempo incluyeron Hunt Stromberg, Guillermo Cagney, Sol menor y Hal Roach.
La Sociedad tenía como objetivo avanzar los intereses de los productores independientes en una industria controlada por el sistema de estudio. SIMPP luchó para poner fin a las prácticas ostensiblemente anticompetitivas de los siete principales estudios cinematográficos: Loew (MGM), Columbia Pictures, Paramount Pictures, Universal Pictures, RKO Radio Pictures, 20th Century Fox y Warner Bros./First National, que controlaban la producción, distribución y exhibición.
En 1942, SIMPP archivó una demanda antimonopolio contra Paramount por United Detroit Theatres. La demanda acusó a Paramount de conspiración para controlar los teatros de primera y posterior ejecución en Detroit. Este fue el primer juicio antimonopolio presentado por los productores contra los expositores que alegaron monopolio y restricción del comercio.
En 1948, la Corte Suprema de Estados Unidos ordenó a los grandes estudios cinematográficos de Hollywood vender sus cadenas de cines y eliminar ciertas prácticas anticompetitivas. Esto terminó eficazmente el sistema del estudio.
En 1958, muchos de los objetivos que condujeron a la creación del SIMPP habían sido alcanzados, y el SIMPP cerró sus oficinas.

### 1950s-1960s
Necesitando un cambio de rumbo, Pickford y Chaplin contrataron a Paul V. McNutt, un exgobernador de Indiana, como chairman y Frank L. McNamee como presidente. McNutt no tenía la habilidad para resolver los problemas financieros de UA y el par fue reemplazado en pocos meses.
El 16 de febrero de 1951, los abogados Arthur Krim (de Eagle-Lion Films) y Robert Benjamin se acercaron a Pickford y Chaplin con una idea salvaje: que se hicieran cargo de United Artists durante diez años. Si, al final de esos años, UA fuera rentable, serían dueños de la mitad de la empresa. El presidente de Fox Film Corporation, Spyros Skouras, extendió a United Artists un préstamo de $3 millones a través de los esfuerzos de Krim y Benjamin.
En la toma de UA, Krim y Benjamin crearon el primer estudio sin un verdadero "estudio". Principalmente actuando como banqueros, ofrecieron dinero a productores independientes. UA arrendó el espacio en el estudio de Pickford/Fairbanks, pero no poseía un lote del estudio. Así UA no tenía la sobrecarga, el mantenimiento, o el personal de producción caro en otros estudios.
Tuvieron dos éxitos, The African Queen y High Noon, obteniendo una ganancia en su primer año. Entre sus primeros clientes se encontraban Sam Spiegel y John Huston, donde Horizon Productions dieron a UA un gran éxito, The African Queen (1951) y un éxito sustancial, Moulin Rouge (1952). Otros siguieron, entre ellos Stanley Kramer, Otto Preminger, Hecht-Hill-Lancaster Productions, y actores recién liberados de los contratos de estudio y buscando producir o dirigir sus propias películas.
Con la inestabilidad en la industria cinematográfica debido a la desinversión del teatro, el negocio fue considerado arriesgado. En 1955 la asistencia a las películas alcanzó su nivel más bajo desde 1923. Chaplin vendió su participación del 25% durante esta crisis a Krim y Benjamin por $1.1 millones, seguido un año más tarde por Pickford, que vendió su parte por $3 millones.

### Compañía cotizada
UA comenzó a cotizar de forma pública en 1957 con una oferta de acciones y obligaciones de $17 millones. La compañía estaba haciendo un promedio de 50 películas al año. En 1958, UA adquirió Lopert Pictures Corporation, que lanzó películas extranjeras que atrajeron críticas o tenían problemas de censura.
En 1957, United Artists Records Corporation y United Artists Music Corporation fueron creados después de que UA no comprara una compañía discográfica. En 1968, UA Records se fusionó con Liberty Records, junto con sus muchas subsidiarias como Imperial Records y Dolton Records. En 1972, el grupo se consolidó en una entidad como United Artists Records. Posteriormente fue asumido por EMI y gestionado por Capitol Records, que sigue controlando el catálogo.
En 1959, después de no vender varios pilotos, United Artists ofreció su primera serie de televisión, The Troubleshooters. United Artists más tarde lanzó su primera sitcom, The Dennis O'Keefe Show.
En la década de 1960, los estudios principales cayeron en declive y algunos fueron adquiridos o diversificados. UA prosperó al ganar 11 premios de la Academia, incluyendo cinco para mejor película, agregando relaciones con los hermanos Mirisch, Billy Wilder, Joseph E. Levine y otros. En 1961, United Artists lanzó West Side Story, que ganó un récord de diez premios de la Academia (incluyendo Mejor película).
En 1960, UA compró Ziv Television Programs. La United Artists Television fue responsable de programas como La isla de Gilligan, El fugitivo, The Outer Limits y The Patty Duke Show. La unidad de televisión había comenzado a construir una rentable biblioteca de alquiler, incluyendo Associated Artists Productions, propietarios de Hearst Communications, y quienes tenían entre ello cortos y dibujos animados y 231 cortometrajes de dibujos animados Popeye comprado de Paramount Pictures en 1958, convirtiéndose United Artists Associated, su distribución división.
En 1963, UA lanzó dos películas de Stanley Kramer: El mundo está loco, loco, loco y A Child Is Waiting. En 1964, UA introdujo audiencias de la película de The Beatles lanzando A Hard Day's Night (1964) y Help! (1965)..
Al mismo tiempo, respaldó a dos expatriados norteamericanos en Gran Bretaña, que habían adquirido derechos de pantalla para las novelas de James Bond de Ian Fleming. Por $1 millón, la UA respaldó a Harry Saltzman y Albert Broccoli con Dr. No en 1963 y lanzó la serie de películas de James Bond. La franquicia sobrevivió el tiempo de UA como un gran estudio, continuando medio siglo después. Otros proyectos exitosos apoyados en este período incluyeron la serie de La Pantera Rosa, que comenzó en 1964, y los Spaghetti western, que hicieron una estrella a Clint Eastwood.
En 1964, la filial francesa, Les Productions Artistes Associés, lanzó su primera producción That Man from Rio.

### Transamerica Corporation

Segundo logo de United Artists, usado desde 1968 hasta 1982.

Sobre la base de sus éxitos de cine y televisión, en 1967, Transamerica Corporation compró el 98% de las acciones de UA. Transamerica seleccionó a David y Arnold Picker para dirigir su estudio. UA estrena un nuevo logotipo que incorpora el emblema de rayas T de la compañía matriz y el lema "Entretenimiento de Transamerica Corporation". Esta redacción se acortó posteriormente a "A Transamerica Company". Al año siguiente, en 1968, United Artists Associated fue reincorporado como United Artists Television Distribution.
UA lanzó a otro ganador del Oscar de mejor película en 1967, In the Heat of the Night y un candidato a la mejor película, El graduado, una producción de la Embassy Pictures que UA distribuyó en el extranjero.
En 1970, UA perdió $35 millones; Así los Pickers fueron apartados para el regreso de Krim y Benjamin.
Otras imágenes exitosas incluyeron la versión de pantalla de 1971 de Fiddler on the Roof. Sin embargo, la versión cinematográfica de 1972 de Man of La Mancha fue un fracaso. También alentó a nuevos talentos, incluyendo Woody Allen, Robert Altman, Sylvester Stallone, Saul Zaentz, Miloš Forman y Brian De Palma. En 1973, UA tomó las ventas y la distribución de las películas de MGM en América Anglosajona durante 10 años, mientras que Cinema International Corporation asumió los derechos de distribución internacionales.
En 1975, Harry Saltzman vendió a UA su participación de 50% en Danjaq, la compañía holding de las películas de Bond. UA debía seguir siendo un socio silencioso, poniendo dinero, mientras que Albert Broccoli tomó el crédito del productor. Danjaq y UA siguieron siendo los coautores de copyright de la serie Bond, y la versión de Casino Royale de 2006 comparte los derechos de autor con Columbia Pictures.
One Flew Over the Cuckoo's Nest fue lanzado por UA en 1975. Ganó el premio de la mejor película de la academia y ganó $56 millones. UA siguió con los próximos dos años la nominación a Mejor película por Rocky y Annie Hall.
Sin embargo, Transamerica no estaba satisfecha con los lanzamientos de la UA, como Midnight Cowboy y El último tango en París, que tuvieron clasificación X por la Motion Picture Association of America. En estos casos, Transamerica exigió que se eliminara la línea "A Transamerica Company" en las impresiones y en toda la publicidad. En un momento dado, la empresa matriz expresó su deseo de eliminar el nombre de UA y reemplazarlo con Transamerica Films. Krim trató de convencer a Transamerica para que escindiera a UA, pero él y el presidente de Transamerica no pudieron llegar a un acuerdo. Finalmente en 1978, después de una disputa con el jefe de Transamerica, John R. Beckett, sobre los gastos administrativos, los altos ejecutivos de UA, incluyendo el chairman Krim, el presidente Eric Pleskow, Benjamin y otros oficiales clave salieron. A los pocos días anunciaron la formación de Orion Pictures, con el apoyo de Warner. Las salidas afectaron a varias figuras hollywoodenses lo suficiente como para sacar un anuncio en un periódico comercial advirtiendo a Transamerica que había cometido un error fatal en dejarlos ir.
Transamerica insertó a Andy Albeck como presidente de UA. United tuvo su año más exitoso con cuatro éxitos en 1979: Rocky II, Manhattan, Moonraker y El corcel negro.
Los nuevos líderes acordaron respaldar La puerta del cielo, el proyecto del director Michael Cimino, que excedió su presupuesto y costó $44 millones. Esto llevó a la renuncia de Albeck que fue substituido por Norbert Auerbach. United Artists registró una pérdida importante para el año debido casi totalmente a este fiasco. Destruyó la reputación de UA con Transamerica y Hollywood. Sin embargo, puede que salvara el nombre de United Artists, según Steven Bach, el último dirigente de UA antes de la venta, escribió en su libro Final Cut en referencia a las conversaciones sobre cambiar el nombre de United Artists a Transamerica Pictures.
En 1980, Transamerica decidió abandonar el negocio de la fabricación de películas, y UA fue puesto a la venta. Kirk Kerkorian de Tracinda Corp. compró la compañía. Tracinda también era propietaria de Metro-Goldwyn-Mayer, que adquirió UA en 1981.

#### United Artists Classics
En 1981, United Artists Classics, que anteriormente había sido una división de la compañía que volvió a publicar títulos de la biblioteca, se convirtió en un distribuidor de la primera película de arte por Nathaniel T. Kwit, Jr. Posteriormente se contrata como jefe de la división de ventas a Tom Bernard, e Ira Deutchman como jefe de marketing. Más tarde la división agregó a Michael Barker ya Donna Gigliotti. Deutchman se fue para formar Cinecom, y Barker y Bernard formaron Orion Classics y Sony Pictures Classics. El sello publicó en su mayoría películas extranjeras e independientes como Ticket to Heaven y The Grey Fox, y reediciones ocasionales de la biblioteca de UA, como las versiones de direcotr de Head Over Heels y Cutter's Way. Cuando Barker y Bernard se fueron para formar Orion, la compañía fue renombrada brevemente como MGM/UA Classics antes de que fuera cerrada en los últimos años de 80s.

### MGM/UA Entertainment Company
Las empresas fusionadas se convirtieron en MGM/UA Entertainment Company y en 1982 comenzaron a lanzar nuevas filiales: MGM/UA Home Entertainment Group, MGM/UA Classics y MGM/UA Television Group. Kerkorian también hizo una oferta por el saldo pendiente de acciones públicas, pero disminuyó su oferta, enfrentando demandas y oposición vocal.
Después de la compra, los deberes de David Begelman fueron transferidos de MGM a MGM/UA. Bajo Begelman, MGM/UA produjo películas sin éxito y fue despedido en julio de 1982. De las 11 películas que puso en producción, por el momento de su terminación solo Poltergeist resultó ser un éxito.
Como parte de la consolidación, en 1983, MGM cerró y puso a la venta la sede de UA durante mucho tiempo en 729 Seventh Avenue en la ciudad de Nueva York.
Juegos de guerra y Octopussy a principios de los años 1980 obtuvieron beneficios para el nuevo MGM/UA, pero no fueron suficientes para Kerkorian. Una reestructuración de 1985 llevó a unidades de producción independientes de MGM y UA a los dirigentes de estudio ser combinados cada uno puesto a cargo de una sola unidad. La especulación de los analistas fue que uno de los estudios, probablemente UA, sería vendido para financiar la compra de acciones del otro (MGM) para tomar ese estudio en privado. Sin embargo, poco después, el jefe de una unidad fue despedido y el ejecutivo restante, Alan Ladd, Jr., se hizo cargo de ambos.

#### Turner
El 7 de agosto de 1985, se anunció que Ted Turner y su empresa Turner Broadcasting System compraría MGM/UA. A medida que las licencias de películas para la televisión se complicaron, Turner vio el valor de adquirir las películas de MGM para su superstation WTBS. Bajo los términos del acuerdo, Turner vendería inmediatamente UA de nuevo a Kerkorian.
En previsión, Kerkorian instaló al productor de películas Jerry Weintraub como presidente y director ejecutivo de United Artists Corporation en noviembre de 1985. El exejecutivo de American Broadcasting Company, Anthony Thomopoulos, fue contratado como presidente de la UA, Weintraub en la UA fue breve; Dejó el estudio en abril de 1986, reemplazado por el exejecutivo de Lorimar, Lee Rich.
El 25 de marzo de 1986, la adquisición de MGM/UA por parte de Turner fue finalizada en un acuerdo por US $1500 millones, y fue renombrada "MGM Entertainment Co". Kerkoriann luego recompró United Artists por aproximadamente $480 millones.

### MGM/UA Communications Company
Debido a las preocupaciones de la comunidad financiera sobre la carga de la deuda, Ted Turner se vio obligado a vender los activos de producción y distribución de MGM a UA por $300 millones el 26 de agosto de 1986. El lote MGM y las instalaciones del laboratorio fueron vendidos a Lorimar-Telepictures. Turner mantuvo la biblioteca de cine y televisión MGM antes de mayo de 1986, junto con la biblioteca de Associated Artists Productions, La isla de Gilligan y sus spin-offs animados, y las películas de RKO Pictures que United Artists había comprado previamente.
United Artists fue renombrado MGM/UA Communications Company (MUCC) y organizado en tres unidades principales: una producción de televisión y dos unidades de película. David Gerber encabezó la unidad de TV con Anthony Thomopoulous en UA, y Alan Ladd, Jr. en MGM. A pesar de un resurgimiento en la taquilla en 1987 con Spaceballs, The Living Daylights y Hechizo de luna, MUCC perdió $ 88 millones.
En abril de 1988, el 82% de MUCC de Kerkorian estaba a la venta. MGM y UA se dividieron en julio. Eventualmente, el 25% de MGM fue ofrecido a Burt Sugarman, y a los productores Jon Peters y Peter Guber, pero el plan cayó. Rich, Ladd, Thomopoulous y otros ejecutivos se cansaron de las "payasadas" de Kerkorian y comenzaron a marcharse. Para el verano del mismo año, el éxodo masivo de ejecutivos empezó a afectar a las producciones, con muchas cancelaciones de películas. La venta de MGM/UA en 1989 a la compañía australiana Qintex/Australian Television Network (propietarios de la biblioteca de Hal Roach tanto en MGM como en UA distribuida en la década de 1930) también cayó debido a la bancarrota de la compañía más adelante ese año. El 29 de noviembre de 1989, Turner Broadcasting System (los propietarios de la biblioteca MGM antes de mayo de 1986) intentó comprar activos de entretenimiento de Tracinda Corporation, incluyendo MGM/UA Communications Co. (que también incluía United Artists, MGM/UA Home Video, Y MGM/UA Television Productions), pero fracasó. UA estuvo esencialmente inactivo después de 1990, sin poder lanzar películas durante varios años.

### Proceso de venta
Finalmente, en 1990, UA fue comprada por el promotor italiano Giancarlo Parretti, que había intentado comprar Pathé el año anterior. Parretti había comprado una compañía más pequeña y la había renombrado Pathé Communications anticipando una compra exitosa de la compañía francesa original, pero falló en ese intento, así que combinó MGM/UA con su compañía anterior, dando por resultado MGM-Pathé Communications. Habiendo comprado MGM/UA por su propia condición financiera, dentro de un año Parretti había incumplido a su banco primario, Crédit Lyonnais, que se adjudicó el estudio en 1992. Esto dio lugar a la venta o cierre de una cadena de teatros de MGM/UA en los Estados Unidos. El 2 de julio de 1992, MGM-Pathé Communications volvió a ser nombrado Metro-Goldwyn-Mayer, Inc. En un esfuerzo por vender MGM/UA, Credit Lyonnais aumentó la producción y convenció a John Calley para que dirigiera UA. Bajo su supervisión, Calley resucitó a dos Pink Panther y las franquicias de James Bond y destacó el pasado de UA al dar la versión más amplia jamás a una película con una calificación NC-17, Showgirls. MGM fue vendido por Credit Lyonnais en 1996, otra vez a Tracinda de Kirk Kerkorian, resultando en la salida de Calley.
En 1999, el cineasta Francis Ford Coppola intentó comprar UA a Kerkorian. El acuerdo fue rechazado, pero Coppola firmó un acuerdo de producción con el estudio en su lugar.

### Estado actual
En 1999, UA fue reposicionada como un estudio especializado. MGM acababa de adquirir The Samuel Goldwyn Company, que había sido un distribuidor líder de películas de arte. Después de que el nombre fue retirado, MGM introdujo a UA en Metro-Goldwyn-Mayer Pictures. G2 Films, sucesor de Goldwyn, fue renombrado United Artists. La distribución, la marca y los derechos de autor de las franquicias principales de UA (James Bond, Pink Panther y Rocky) se trasladaron a MGM, aunque algunos lanzamientos de MGM (notablemente la franquicia de James Bond co-celebrada con Danjaq, y la versión Amityville Horror). La primera película de arte para llevar el nombre de la UA fue Things You Can Tell Just by Looking at Her.
UA (rebautizada United Artists Films) contrató a Bingham Ray para dirigir la compañía en el 2000. Bajo su supervisión, produjo y distribuyó muchas películas de arte, incluyendo Bowling for Columbine; Nicholas Nickleby de 2002 y el ganador del premio de la Academia de Mejor Película de Idioma Extranjero, No Man's Land; En 2004 con Undertow, legado de violencia, y Hotel Rwanda, una coproducción de UA y Lions Gate Entertainment.
En 2005, una asociación de Comcast, Sony y varios bancos comerciales compró United Artists y su matriz, MGM, por $4.800 millones. Aunque Sony solo era un inversor minoritario, cerró el sistema de distribución de MGM y dobló la mayor parte de su personal a su propio estudio, y las películas que UA había completado y planeado para su lanzamiento (Capote, Art School Confidential, The Woods y Romance & Cigarettes) fueron reasignadas a Sony Pictures Classics.
En marzo de 2006, MGM anunció que volvería una vez más como una compañía de distribución nacional. Con distribuciones sorprendentes con The Weinstein Company, Lakeshore Entertainment, Bauer Martinez Entertainment y otros estudios independientes, MGM distribuyó películas de estas compañías. MGM siguió financiando y coproduciendo proyectos lanzados conjuntamente con Columbia TriStar Motion Picture Group de Sony en forma limitada y produciendo "tentpoles" para su Distribución MGM.
Sony tenía una participación minoritaria en MGM, pero de otro modo MGM y UA operaban bajo la dirección de Stephen Cooper (CEO y propietario minoritario de MGM).

#### United Artists Entertainment
El 2 de noviembre de 2006, MGM anunció que Tom Cruise y su compañera de producción de larga data, Paula Wagner, estaban intentando regresar UA. Este anuncio se produjo después de que el dúo fuera liberado de una relación de producción de catorce años en Paramount Pictures, propiedad de Viacom. Cruise, Wagner y MGM Studios crearon United Artists Entertainment LLC y el productor/actor y su socio poseían una participación de 30% en el estudio, con la aprobación del consorcio de propietarios de MGM.
El acuerdo les dio el control sobre la producción y el desarrollo. Wagner fue nombrado CEO, al que se le asignó una lista anual de cuatro películas con diferentes rangos de presupuesto, mientras que Cruise sirvió como productor para el estudio renovado y la estrella ocasional.
UA se convirtió en el primer estudio de cine que concedido su renuncia a WGAW en enero de 2008 durante la huelga de guionistas en Hollywood de 2007-2008.
El 14 de agosto de 2008, MGM anunció que Wagner dejaría UA para producir películas independientemente. Su producción como jefe de UA fue dos películas, ambas protagonizadas por Cruise, Leones por corderos y Valkyrie. La partida de Wagner llevó a la especulación de que una revisión de UA era inminente.
Desde entonces, UA ha servido como coproductor con MGM para dos lanzamientos: la 2009 adaptación de Fame y Hot Tub Time Machine. A lo largo de 2010, debido a la continua deuda y problemas de crédito para MGM Holdings, Inc., la empresa matriz de United Artists dejó el futuro de MGM y UA en duda hasta que se resolvió cerca del final del año.
Un informe financiero de 2011 reveló que MGM readquirió su participación del 100% en UA. MGM declaró que podría seguir haciendo nuevas películas bajo la marca UA.

#### United Artists Media Group
El 22 de septiembre de 2014, MGM adquirió una participación del 55% en One Three Media y Lightworkers Media, ambos operados por Mark Burnett y Roma Downey, y propiedad en parte de Hearst Entertainment. Las dos empresas se consolidaron en una nueva compañía de televisión, United Artists Media Group, un renacimiento de la marca UA. Burnett se convirtió en CEO de UAMG y Downey fue nombrado presidente de Lightworkers Media, la familia UAMG y la división de fe. UAMG se convirtió en el estudio de distribución de Mark Burnett Productions como Survivor.
El 14 de diciembre de 2015, MGM anunció que había adquirido el 45% restante de UAMG que aún no tenía y dobló UAMG en MGM Television. Hearst, Downey y Burnett recibieron participaciones en MGM colectivamente valuadas en $233 millones. Además, Burnett fue ascendido a CEO de MGM TV, en sustitución de la salida de Roma Khanna. El servicio de la fe over-the-top planeado se convirtió en una entidad separada poseída por MGM, Burnett, Downey y Hearst. Con este cambio, la UA quedó nuevamente inactiva.

## United Artists Broadcasting
United Artists poseía y operaba dos estaciones de televisión entre los años de 1968 y 1977. Las identificaciones legales de la compañía solían decir "United Artists Broadcasting: un servicio de entretenimiento de Transamerica Corporation", junto con el logotipo de Transamerica "T".
Además, United Artists Broadcasting también tenía el permiso a KUAB-TV en Houston, Texas, que posiblemente habría lanzado alrededor de 1969 en el canal 20. United Artists también poseía una estación de radio, WWSH en Filadelfia, de 1970 a 1977.
UAB/Transamerica dejó el negocio de la radiodifusión en 1977 vendiendo WUAB a Gaylord Broadcasting Company y WWSH a Cox Enterprises.

## Películas de United Artists
La mayoría de la biblioteca de UA después de 1952 es ahora propiedad de MGM, mientras que las películas anteriores a 1952 (con pocas excepciones) ahora son propiedad de otras compañías (como Hearst Entertainment) o son de dominio público. Sin embargo, a lo largo de la historia del estudio, UA actuó más como un distribuidor que un estudio de cine, acreditando los derechos de autor a la compañía de producción responsable. Esto explica por qué ciertas publicaciones de UA, como High Noon (1952) y The Final Countdown (1980), siguen estando bajo copyright pero no son propiedad de MGM.

### 1910
- Lirios rotos (Broken Blossoms) (1919)

### 1920
- El maquinista de La General (The General) (1926)
- La Reina Kelly (Queen Kelly) (1929)

### 1930
- Luces de la ciudad (City Lights) (1931)
- Scarface, el terror del hampa (Scarface) (1932)
- El pan nuestro de cada día (Our Daily Bread) (1934)
- Tiempos modernos (Modern Times) (1936)
- El pequeño lord (Little Lord Fauntleroy) (1936)
- La reina de Nueva York (Nothing Sacred) (1937)

### 1940
- El gran dictador (The Great Dictator) (1940)
- Con su misma arma (Slightly Honorable) (1940)
- Sinfonía de la vida (Our Town) (1940)
- El arca de oro (Pot o' Gold) (1941)
- La estrella del Variedades (Lady of Burlesque) (1943)
- Días sin huella (The Lost Weekend) (1945)
- Sangre sobre el sol (Blood on the Sun) (1945)
- El capitán Kidd (Captain Kidd) (1945)
- Duelo al sol (Duel in the Sun) (1946)
- La casa roja (The Red House) (1947)
- Copacabana (Copacabana) (1947)
- Con las horas contadas (D.O.A.) (1949)

### 1950
- Cyrano de Bergerac (Cyrano de Bergerac) (1950)
- Candilejas (Limelight) (1952)
- La colina de los diablos de acero (Men in War) (1957)
- Algunos prefieren quemarse (Some Like It Hot) (1959)

### 1960
- Éxodo (1960)
- El juicio de Nuremberg, ¿Vencedores o vencidos? (Judgement at Nuremberg) (1961)
- Sergeants 3 (Tres Sargentos (1962)
- El satánico Dr. No (Dr. No) (1962)
- El amo de la selva (Call Me Bwana) (1963)
- Desde Rusia Con Amor (From Russia With Love) (1963)
- James Bond contra Goldfinger (Goldfinger) (1964)
- A Hard Day's Night (1964)
- Operación Trueno (Thunderball) (1965)
- El bueno, el malo y el feo (Il buono, il brutto, il cattivo) (1966)
- Solo Se Vive Dos Veces (You Only Live Twice) (1967)
- Al Calor de la Noche (In the Heat in the Night) (1967)
- Sal y Pimienta (Salt and Pepper) (1968)
- Chitty Chitty Bang Bang (1968)
- Yellow Submarine (1968)
- Buona Sera, Mrs. Campbell (1968)
- 007 Al servicio secreto de su majestad (1969)
- Hello, Dolly! (Hello, Dolly!) (1969)

### 1970
- Let It Be (The Beatles) (1970)
- Una vez más (One More Time) (1970)
- La vida privada de Sherlock Holmes/El último secreto de Sherlock Holmes (The Private Life of Sherlock Holmes) (1970)
- Diamantes para la eternidad (Diamonds Are Forever) (1971)
- El último tango en París (Last Tango in Paris) (1972)
- Vive y deja morir (Live and Let Die) (1973)
- El largo adiós (The long goodbye) (1973)
- El hombre de la pistola de oro (película) (The Man With The Golden Gun) (1974)
- Alguien voló sobre el nido del cuco (One Flew Over the Cuckoo's Nest) (1975)
- Saló o los 120 días de Sodoma (Salò o le 120 giornate di Sodoma) (1975)
- Novecento (1900) (1976)
- Inserts (1976)
- Rocky (1976)
- La Espía Que Me Amó (The Spy Who Loved Me) (1977)
- New York, New York (1977)
- The Last Waltz (1978)
- Apocalypse Now (1979)
- 007: Misión espacial (Moonraker) (1979)
- Rocky II (1979)

### 1980
- Toro salvaje (Raging Bull) (1980)
- Cruising (1980)
- Holocausto caníbal (1980)
- La puerta del cielo (Heaven's gate) (1980)
- For Your Eyes Only (1981)
- Rocky III (1982)
- Los perros de la plaga (The Plague Dogs) (1982)
- Octopussy (Octopussy) (1983)
- A View to a Kill (A View To A Kill) (1985)
- Rocky IV (1985)
- The Living Daylights (The Living Daylights) (1987)
- Licencia para matar (Licence To Kill) (1989)
- Child's Play (Child's Play) (1988)

### 1990
- Rocky V (1990)
- GoldenEye (GoldenEye) (1995)
- Rob Roy (Rob Roy) (1995)
- Showgirls  (Showgirls) (1995)
- El mañana nunca muere (Tomorrow Never Dies) (1997)

### 2000
- Jeepers Creepers (2001)
- Bowling for Columbine (2002, coproducción con Alliance Atlantis)
- Jeepers Creepers 2 (2003)
- Código 46 (2003, coproducción con BBC Films)
- Hotel Rwanda (2004, coproducción con Metro-Goldwyn-Mayer y Lions Gate Entertainment)
- Leones por corderos (Lions for Lambs) (2007, coproducción con MGM)
- Valkyrie (2008, coproducción con MGM)
- Fama (2009, coproducción con MGM)

### 2010
- Hot Tub Time Machine (2010) (coproducción con Metro-Goldwyn-Mayer y New Crime Productions; última película realizada por United Artists)